# Борис Федорович
Бори́с Фе́дорович (рос. Борис Фёдорович; 2 серпня 1552 — 23 квітня 1605) — московський цар (від лютого 1598) з династії Годунових, у 1587—1598 роках фактичний правитель Московщини за царя Федора I Івановича. Його царювання припало на смутні часи. Його сестра (за іншою версією — мати) Ірина Федорівна була дружиною царя Федора I Івановича та першою представницею династії Годунових на московському троні, хоч й правила лише формально. Був чоловіком Марії Скуратової-Бєльської, зятем Малюти Скуратова.

## Походження
Борис Годунов по лінії матері походить із роду князя-оглана Чета Мурзи. З історичних джерел відомо, що князь Чингісид Чет прибув до Мещери на постійне мешкання в 1330 році за часів правління Івана Калити і прийняв хрещення під ім'ям Захарій. Він став родоначальником боярських династій Сабурових і Вельямінових та князів Годунових.
Перед тим Чет Мурза зупинився в Костромі, де заснував православний Іпатіївський монастир. Згодом його ченці написали «Сказання про Чета». На сьогодні цей давньоруський літературний твір є єдиним письмовим джерелом, який розповідає про Чета Мурзу.

## Правління
За Федора Івановича (1583—1598), одруженого з Іриною Годуновою, був фактичним правителем Московського царства.
Ставши царем, Годунов дотримувався політики централізації держави і посилення княжої влади, яку проводили його попередники. Спираючись на дворянство, продовжував боротьбу з боярством, яке підозрював в отруєнні свого батька. Проте його смерть була дуже тотожною з батьківською.
Звільнив поміщицькі землі від податків, видав укази про розшук і повернення поміщикам селян-втікачів, про закріпачення кабальних холопів. Роздавав дворянам конфісковані боярські та церковні землі.
За Годунова були укріплені південні кордони, споруджені нові та відбудовані старі фортеці, закладені в степу (Воронеж, Лівни, Бєлгород та інші).
У війні зі Швецією 1595 року були повернуті втрачені під час Лівонської війни 1558—1583 років міста на узбережжі Фінської затоки — Ям, Івангород, Копор'є і на Карельському перешийку — Корела. Посилення закріпачення і феодального гніту за Годунова викликало ряд селянських повстань, які на початку XVII століття призвели до вибуху селянської війни, очоленої Іваном Болотниковим.
Під час боротьби з Дмитрієм І Борис Годунов раптово помер. Така ж сама участь вже за рік спіткала і його сина.

## Альтернативні версії життєпису
Відомо, що 1591 року, ще за часів царювання Федора Івановича, Борис Годунов отримав листа-грамоту від кримського хана Гази Ґерая, який різко суперечить традиційній версії біографії Годунова, яку свого часу створили романівські історики. Виявляється, ще за сім років до смерті Федора Івановича в офіційному оригіналі документа Борис Годунов названий не боярином, а царем. Але при живому государеві назвати царем іншу людину могли лише в тому випадку, якщо вона була його спадкоємцем.
Московські царі мали такий звичай: іменувати свого сина «Великим Князем і Царем» ще за життя чинного монарха. Цей звичай прийшов до Росії з Візантії. Наприклад, коли підріс власний син Бориса Годунова — Федір, його теж стали називати «Царем і Великим Князем». Приклад тому — напис, виконаний 1600 року під куполом дзвіниці Івана Великого в Московському Кремлі: «Призволенням Святої Трійці, велінням Великого Государя, Царя і Великого Князя Бориса Федоровича всієї Русі самодержця і сина його благовірного Великого Государя царевича князя Федора Борисовича всієї Русі, цей храм здійснений і позлащен в друге літо держави їх».
Таким чином, зі смертю Федора Івановича династія Рюриковичів не перервалася, він залишив після себе двох синів: Бориса і Михайла, які і продовжили згодом царську династію. Відповідно, Борис Годунов мав сина Федора (нар. 1589) від шлюбу з Марією Скуратовой-Бельської, донькою Малюти Скуратова. Федір Годунов отримав престол у віці 16 років і царював трохи більше року: з 13 квітня 1605-го до 1 червня 1606 року.

#### Проблеми з датуванням народження доньок Малюти
Народження майбутнього царевича Федора II 1589 року викликає в сучасних дослідників певний сумнів щодо коректності встановленого раніше віку подружжя Годунових. До останнього часу вважалося, що його мати Марія Григорівна народилася 1552 року. Таким чином, на момент появлення первістка їй мало бути вже 37 років — старечий вік для жінок того часу. Беручи до уваги, що весілля зіграли ще 1571 року, припустити, що у подружжя 18 років не було дітей, можна навряд чи. Як правило, у ті часи першу дитину дівчина народжувала ще до 18 років. Тільки монарші особи могли довго чекати первістка, бо мова йшла про спадкоємця престолу. Ані в боярських, ані навіть у звичайних сім'ях стільки років ніхто чекати б не став — Борис просто знайшов би собі іншу дружину.
З датами народження рідних сестер Марії теж не все гладко. Про обставини народження старшої Анни, що згодом вийшла заміж за знатного боярина і воєводу Івана Михайловича Глинського, родича матері Івана IV, наразі нічого невідомо. Всі записи про їхній шлюб або знищені або втрачені. Молодша Катерина, нібито, у 1572 році вийшла заміж за брата Василя Шуйського (який став згодом царем) — князя Дмитра Івановича Шуйського. Історики визначають його дату народження між 1560 і 1562 роками, тобто на момент одруження князю було від 10 до 12 років, а нареченій — 18. В династичних шлюбах того часу і таке траплялося. Проте, згідно з офіційною версією історії, Катерина Григорівна виходила заміж за дорослого і впливового боярина-стольника, який відзначився на государевій службі. У зв'язку з цим сучасні дослідники припускають, що дочки Малюти Скуратова народилися трохи пізніше: старша Анна — приблизно у 1568 році, Марія — у 1570-му, а Катерина — у 1572 році.
Борис і Марія, за однією версією, були ровесниками, а за іншою, Марія була його старше на рік або два. В цьому випадку Борис Годунов народився не в 1552 році, а приблизно в 1571—1572 роках. І весілля Борис і Марія могли зіграти тільки в кінці 80-х років XVI століття. За офіційною версією, Борис сватався до Марії у 16 років, а через рік вони зіграли весілля. Народження їх первістка Федора 1589 року (коли матері було не 37, а 18—19 років) абсолютно вкладається в таку версію подій.

### Прихід на трон
За смерть царя Феодора уряд діяв ім'ям цариці Ірини; але вона сама пішла в Новодівичий монастир. Пріоритетною людиною залишився патріарх Йов, який взяв на себе турботу про вибір царя. Він вжив всі зусилля на те, щоб монархом було обрано Бориса, якого він вважав своїм благодійником; але у Годунова були і вороги. Бояри спочатку вмовляли, було, залишитись царицю; потім стали просити Бориса, але він вимагав, щоб зібрався земський собор, бажаючи закріпити свою владу згодою земства. Може бути, це було викликано вимогами бояр, які бажали, за словами Татищева, обмежити його умовами. 17 лютого 1598 року зібрався Земський собор у складі 457 осіб, де найбільш численною була група духовенства, що залежало від патріарха, а також служиві люди, найбільше московські, що були лояльно розташовані до Бориса. Собор ухвалив: «невідкладно бити чолом государю Борису Феодоровичу, а опріч государя Бориса Федоровича на державу нікого же не шукати».